# Douchegel

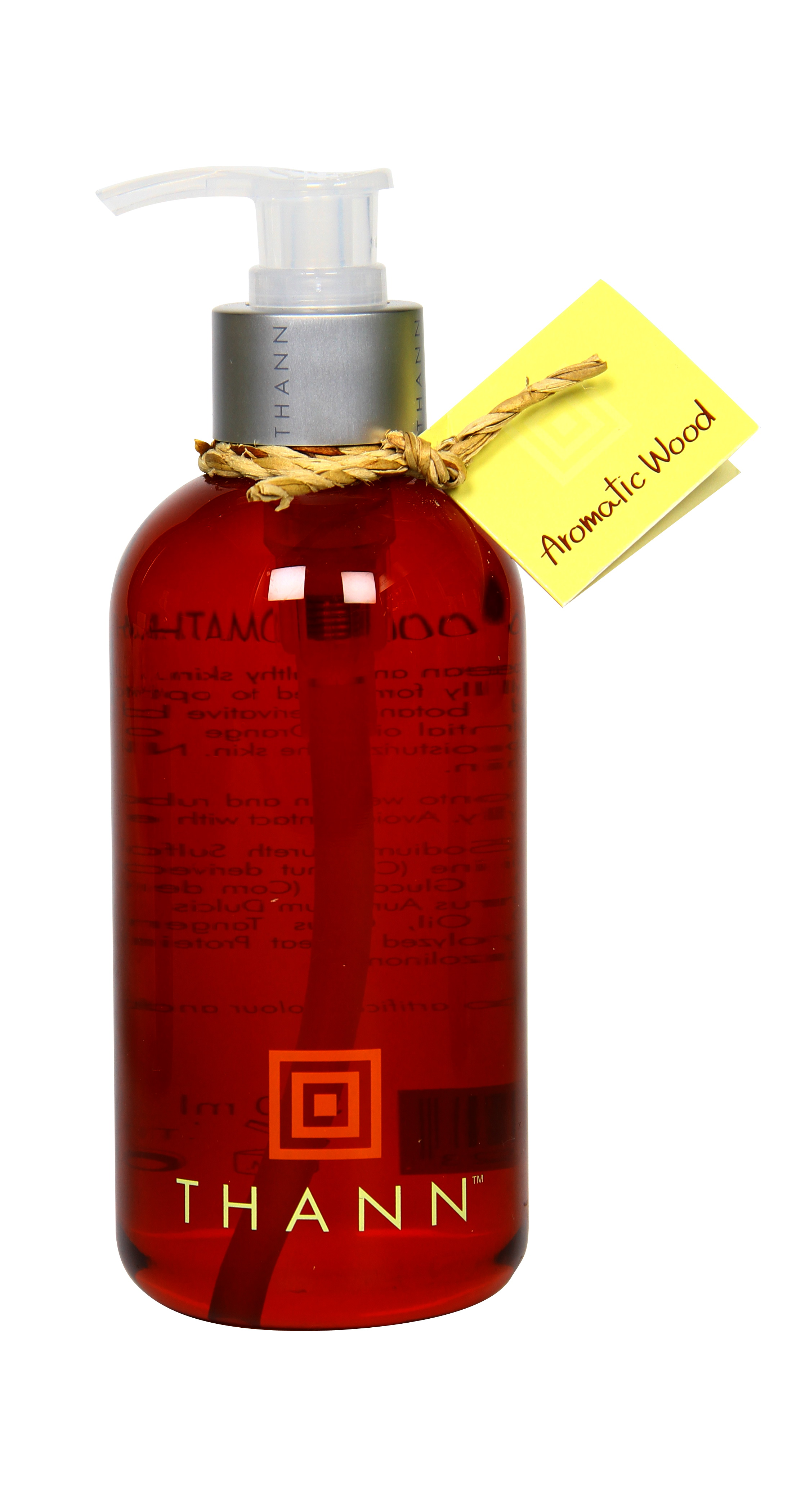
dispenser met douchegel

Douchegel is een stroperige vloeistof die gebruikt kan worden voor het wassen van huid en haar.
Het voordeel is dat men bij het douchen voldoende heeft aan douchegel, als vervanger voor shampoo, zeep en een washandje.

## Eigenschappen
Douchegel is verkrijgbaar in verschillende kleuren en geuren en met verschillende reinigende en verzorgende eigenschappen. Douchegel is normaal gesproken zuur of pH-neutraal: dan heeft het een zuurgraad tussen de 4 en 6. Dit komt ongeveer overeen met de pH van de oppervlakte van de huid. Een stuk zeep daarentegen, heeft een hogere pH van rond de 9.

## Samenstelling
De belangrijkste bestanddelen van douchegel zijn oppervlakte-actieve stoffen. Zij zorgen voor de reinigende werking en voor de vorming van schuim. Dat schuim heeft vaak weinig met de reinigende werking te maken, maar vormt een belangrijk keuzeaspect voor consumenten.
Daarnaast bevat een douchegel de volgende stoffen:
- water
- parfum - om het product lekker te laten ruiken
- conserveermiddel - om bederf van het product tegen te gaan
- zuren of bases - om de pH van de douchegel te regelen
- kleurstoffen
- verdikkingsmiddelen - om de douchegel de juiste stroperigheid te geven

Verder kan de douchegel onder andere nog de volgende stoffen bevatten:
- vochtregelaars zoals glycerine
- stoffen die een glad gevoel aan de huid geven
- stoffen die de douchegel ondoorzichtig maken
- stoffen die het uiterlijk verfraaien zoals glitters
- UV filters om verkleuring tegen te gaan
- planten extracten zoals kamille

## Voor- en nadelen
Een voordeel van douchegel ten opzichte van een stuk zeep is dat gel gemakkelijker kan worden opgebracht. Bovendien kan zeep zacht en daardoor onbruikbaar worden. Douchegel is oplosbaar in water en kan verdund worden maar wordt op een gegeven moment waterdun waardoor hij niet meer goed is op te brengen. Verder droogt de douchegel minder uit dan zeep zelfs als hij geen vochtinbrengers bevat. Ook is douchegel in tegenstelling tot zeep niet gevoelig voor kalk in het water.
Een nadeel van douchegel is dat men gemakkelijk te veel gebruikt. Daardoor droogt de huid uit en wordt het lastiger de gel van de huid te spoelen.
Op reis is het nadeel van douchegel dat de verpakking kan gaan lekken. Het voordeel ten opzichte van zeep is dat het niet eerst gedroogd of waterdicht verpakt hoeft te worden.

## Gebruik
Er schijnt een verschuiving in het gebruik van vaste en van vloeibare reinigingsmiddelen constateerbaar te zijn: jongere consumenten gebruiken overwegend vloeibare producten, terwijl het gebruik van vaste zeep steeds meer tot ouderen beperkt raakt. Tevens is het gebruik van zeep of douchegel afhankelijk van het klimaat. In een vochtig klimaat zoals de tropen wordt vaak zeep gebruikt omdat dit een droger gevoel geeft, de douchegel geeft daar een te verstikkend gevoel. In Europa is juist de douchegel populairder omdat deze de huid minder uitdroogt. In Engeland wordt douchegel of eigenlijk badgel gebruikt naast het stuk zeep. De badgel wordt opgelost in het badwater en daarnaast wast men zich in bad nog eens met een stuk zeep.